# Diamantino Miranda
Diamantino Manuel Fernandes Miranda (* 3. srpna 1959, Moita) je bývalý portugalský fotbalista. Hrával především na pozici záložníka. S portugalskou reprezentací získal bronzovou medaili na mistrovství Evropy v roce 1984, odehrál tři ze čtyř portugalských utkání na turnaji. Zúčastnil se též mistrovství světa v roce 1986, nastoupil ke všem třem utkáním Portugalců, v posledním zápase ve skupině proti Maroku (v němž si připsal poslední reprezentační start v životě) vstřelil branku. Za národní tým hrál v letech 1981–1986 a odehrál za něj 22 utkání, v nichž vstřelil 5 branek. Na klubové úrovni hrál za Vitórii Setúbal (1976–1977, 1990–1993), Benfiku Lisabon (1977–1981, 1982–1990), Amora FC (hostování; 1980–1981) a Boavistu Porto (1981–1982). S Benfikou si dvakrát zahrál finále Poháru mistrů (1987–88, 1989–90) a jednou finále Poháru UEFA (1982–83). Čtyřikrát se s ní stal mistrem Portugalska (1982–83, 1983–84, 1986–87, 1988–89) a pětkrát získal portugalský pohár (1979–80, 1982–83, 1984–85, 1985–86, 1986–87). Po skončení hráčské kariéry se stal trenérem.